# Paul Estienne
Pour les articles homonymes, voir Paul Estienne (homme politique) et Estienne.
Paul Estienne, fils de Henri II Estienne, est un imprimeur né le 12 janvier 1566 et mort à Genève en 1627.

## Biographie
Paul Estienne est né à Genève le 12 janvier 1566. Il fut élevé avec le plus grand soin. Après avoir terminé le cours de ses études, son père, qui le destinait à continuer la profession d'imprimeur, le fit voyager, afin de le mettre en relation d'amitié avec les savants étrangers. Paul visita les principales villes de l'Allemagne et ensuite des Provinces-Unies (Pays-Bas), s'arrêta quelque temps à Leyde près de Juste Lipse, et passa en Angleterre, où il forma une liaison très intime avec Jean Castolius, jeune homme très versé dans les langues anciennes. Il établit en 1599 à Genève une imprimerie, de laquelle sont sorties des éditions grecques et latines estimables par la correction du texte et les notes dont il les a enrichies, mais moins belles que celles de son père et de son aïeul.
Paul mourut à Genève en 1627, laissant deux fils, Antoine Estienne, et Joseph, imprimeur du roi à La Rochelle, qui y mourut en 1629.

## Publications
On a de Paul Estienne :
- Juvenilia, Genève, 1593, in-8°. Ce sont des traductions de poètes de l'Anthologie grecque et de petites pièces qu'il avait composées dans sa jeunesse[2].

Parmi les éditions sorties de ses presses on distingue celle d'Euripide, 1602, in-4°. Elle est très recherchée.